# Carlos Eugenio Scheck
Carlos Eugenio Scheck (3 de febrero de 1920 - 1 de mayo de 1999), periodista y empresario uruguayo, apodado "Cochile".

## Biografía
Hijo del periodista y contador Carlos Scheck, uno de los miembros fundadores del periódico el País y de Amalia Sánchez. 
Siguiendo la labor de su padre, fue también administrador del diario El País, en su gestión se destaca la creación de la revista SemanaTV, que posteriormente se denominará  Sábado Show. También impulso importantes cambios en el ingreso del diario al ámbito digital, así como la creación del museo virtual MUVA.
Participó en la conformación de la Sociedad Televisora Larrañaga y la fundación del Canal 12 de Montevideo, junto con su hermano Horacio Scheck.
En su interés por el arte y la cultura, dirigió un Centro de Artes y Letras, orientado por María Luisa Torrens y convirtió el espacio cultural de la Plaza de Cagancha en el Teatro del Centro, que hoy lleva su nombre.
Promovió la maratón de San Fernando, acontecimiento atlético que se realiza anualmente en los veranos de Maldonado.[cita requerida]Y promovía el Gran Premio 19 Capitales.